# Jean d'Aubry
Jean d'Aubry (Montpeller, segle XVII-1667), sacerdot, cirurgià, alquimista i lul·lista.

## Biografia
Segons Guy Patin era fill d'un procurador de Montpeller. Vers el 1638 predicà un Advent i una Quaresma i va editar un llibre per a la instrucció dels predicadors. Viatjà per l'Orient amb la intenció de convertir al cristianisme els musulmans, però se'n va dur una decepció. Sembla que va ser monjo, cirurgià i després fou sacerdot secular. Va professar un lul·lisme exaltat i considerava que essent el cristianisme l'única religió vertadera i, per tant, la més raonable, amb la raó es podria convèncer els no creients i infidels. Va trobar confirmació d'aquest punt de vista a La Cour saincte de Nicolas Caussin, que utilitzava l'obra lul·liana i en el fet que sant Francesc Xavier s'havia enduit amb ell en les seves missions L'Arbre de filosofia d'amor de Llull. Després va anar a l'Àfrica per demostrar per la raó que la religió cristiana era l'única veritable. Va traduir al francès el Llibre d'amic e amat.
Durant aquests viatges, va notar que la medicina permetia entrar en contacte amb els infidels. Va anar a París on va exercir la medicina. Sembla que va ser empresonat per acusació de màgia. Un escrit del papa Alexandre VII, datat l'1 de juliol de 1660, li va permetre exercir la medicina tot i que era sacerdot.

## Obra
- Instruction des prédicateurs, 1638.
- Mirabiliamirabilium, maxime admirandorum doctoris archangelici Sancti Raymundi Lulli, 1645.
- La Merveille du Monde ou la Médecine véritable nouvellement resuscitée, 1654.
- Le Triomphe de l'archée et la merveille du monde, ou la médecine universelle et véritable pour toutes sortes de maladies les plus désespérées..., augmentée de l'Apologie de l'autheur contre certains docteurs en médecine..., 1658, par Jean d'Aubry de Montpellier, Prêtre, Docteur en la science, Abbé de Nostre-Dame de l'Assomption, Conseillet & Medecin ordinaire du Roy.
- Le Triomphe de l'archée, et le désespoir de la médisance, ou partie des consultations faictes et envoyées en diverses langues au sieur Abbé d'Aubry par les plus scavans medecins, apothicaires & chirurgiens de l'Europe, seigneurs & autres, pour plusieurs malades de diverses provinces, afin d'avoir de ses remedes, pour les guerir sans venir à Paris: nonobstant la prétendüe magie que l'on s'estoit persuadé, Paris, 1659, sous le nom de Jean d'Aubry de Montpellier, prêtre, & docteur de la science, abbé de l'Assomption de la Vierge (abadia imaginària), conseiller & médecin ordinaire du roi.
- Le Triomphe de l'archée et la merveille du monde ou la médecine universelle et véritable pour toutes sortes de maladies les plus désespérées. Augmentée de l'Apologie de l'autheur contre certains docteurs en médecine, les persécuteurs de son emprisonnement respondant à leurs calomnies que l'autheur a guéry par art magique beaucoup de maladies incurables. Et de plusieurs remerciemens des cures et guérisons faites par le sieur Abbé d'Aubry, ... , Paris, 1660.
- La Médecine universelle des âmes, 1661.
- Abrégé de l'ordre admirable & des beaux secrets de S. Raymond Lulle, martyr, le plus savant de tous les hommes. Avec l'abrégé des consultations & remerciemens écrits en diverses langues, signées, & envoyées à l'Abbé d'Aubry, qui demeure à Paris, au faubourg S. Germain, au Cherche Midy, en sa maison nommée Gomerfontaine par les plus savans & les plus doctes de l'Europe &c, Paris, 1665.
- La Trompette de l'Évangile ou le Livre des Livres, 1666.